# Commoniella noctua
Commoniella noctua är en tvåvingeart som beskrevs av Paramonov 1958. Commoniella noctua ingår i släktet Commoniella och familjen Pyrgotidae. Inga underarter finns listade i Catalogue of Life.